# Mission de la mer
La Mission de la mer, créée en 1945, est une structure de l'Église catholique en France travaillant au bénéfice du monde maritime.

## Historique
La « Mission de la mer » est la section française de la structure mondiale connue sous l’appellation Stella Maris (ou Apostolatus maris), dépendante du Conseil pontifical pour la pastorale des migrants et des personnes en déplacement. 
Elle assure un service d'Église avec l'accueil des marins dans les grands ports français et une aumônerie maritime en particulier dans les ports de pêche,. La Mission de la mer est proche de la Mission de France.
Louis-Joseph Lebret élabore avec Jean-Marie Butel (Jeunesse Maritime Chrétienne) et les trois dominicains Matthieu Begouen-Demeaux, Pierre Belaud et François de Laubier, les premiers statuts d'une aumônerie générale de la Marine marchande. L'archevêque de Rennes, Clément Roques devient son aumônier général, il désigne Jean-Marie Butel comme le premier vicaire. Après sa création en 1945, dans les années 1950, elle est en butte à des difficultés liées à l'hostilité du Vatican à l'embarquement de prêtres sur des navires (affaire des prêtres-ouvriers). En 1959, l'ordre est donné à tous les prêtres embarqués et aux marins-pêcheurs de quitter leur embarquement,.
Elle a été sous la responsabilité de Renato Martino, cardinal italien, président du Conseil pontifical Justice et Paix de 2002 à 2009.
Pour la Mission de la mer, la mondialisation du monde maritime « n’est pas en accord avec notre vision chrétienne de la fraternité universelle ».

## Pour approfondir